# هارون وودز
هارون وودز (بالإنجليزية: Aaron Woods)‏ هو لاعب كرة قدم أمريكية ولاعب كرة القدم الكندية أمريكي، ولد في 5 أغسطس 1986 في بورتلاند في الولايات المتحدة.